# Хај Зионг (покрајина)
Хај Зионг (виј. Hải Dương) је једна од 58 покрајина Вијетнама. Налази се у региону Делта Црвене реке. Заузима површину од 1.652,8 km². Према попису становништва из 2009. у покрајини је живело 1.705.059 становника. Главни град је Хај Зионг.